# Agonum arizonensis
Agonum arizonensis är en skalbaggsart som beskrevs av Horn. Agonum arizonensis ingår i släktet Agonum och familjen jordlöpare. Inga underarter finns listade i Catalogue of Life.